# Бостон (округ Аккоммак, Вірджинія)
Бостон (англ. Boston) — переписна місцевість (CDP) в США, в окрузі Аккомак штату Вірджинія. Населення — 454 особи (2020).

## Географія
Бостон розташований за координатами 37°36′14″ пн. ш. 75°50′37″ зх. д. / 37.60389° пн. ш. 75.84361° зх. д. (37.603856, -75.843711).  За даними Бюро перепису населення США в 2010 році переписна місцевість мала площу 6,64 км², уся площа — суходіл.

## Демографія
Згідно з переписом 2010 року, у переписній місцевості мешкали 504 особи в 181 домогосподарстві у складі 128 родин. Густота населення становила 76 осіб/км².  Було 229 помешкань (34/км²).
Расовий склад населення:
| - 88,9 % — чорних або афроамериканців - 9,7 % — білих - 1,2 % — осіб інших рас |

До двох чи більше рас належало 0,2 %. Частка іспаномовних становила 4,8 % від усіх жителів.
За віковим діапазоном населення розподілялося таким чином: 26,0 % — особи молодші 18 років, 63,9 % — особи у віці 18—64 років, 10,1 % — особи у віці 65 років та старші. Медіана віку мешканця становила 37,4 року. На 100 осіб жіночої статі у переписній місцевості припадало 80,0 чоловіків;  на 100 жінок у віці від 18 років та старших — 70,3 чоловіків також старших 18 років.
Середній дохід на одне домашнє господарство  становив 34 313 долари США (медіана — 31 331), а середній дохід на одну сім'ю — 45 827 доларів (медіана — 39 063). За межею бідності перебувало 23,8 % осіб, у тому числі 100,0 % дітей у віці до 18 років та 12,5 % осіб у віці 65 років та старших.
Цивільне працевлаштоване населення становило 209 осіб. Основні галузі зайнятості: виробництво — 25,4 %, будівництво — 21,1 %, науковці, спеціалісти, менеджери — 14,8 %, сільське господарство, лісництво, риболовля — 11,5 %.